# Claris
Claris is een bedrijf dat computersoftware ontwikkelde. Het werd in 1987 opgericht als een spin-off van Apple Computer (nu Apple Inc.). Het bedrijf kreeg de broncode en auteursrechten op verschillende programma's die eigendom waren van Apple, waaronder MacWrite en MacPaint. Door deze applicaties in een apart bedrijf te plaatsen, wilde Apple haar software-activiteiten scheiden van de hardware- en besturingssysteem-activiteiten.
In 1998 stootte Claris alle producten behalve FileMaker af en werd het bedrijf omgedoopt tot FileMaker Inc.
In 2020 werd de naam van het bedrijf opnieuw veranderd in Claris International Inc., waarbij Claris FileMaker het belangrijkste product bleef.

## Ontstaan
In de beginperiode van de Macintosh-computer leverde Apple de machines met twee basisprogramma's, MacWrite en MacPaint, zodat gebruikers direct een werkende machine zouden hebben. Dit leidde tot conflicten met andere ontwikkelaars die programma's voor de Macintosh ontwikkelden. Zij beklaagden zich dat Apple hen enerzijds aanmoedigde om software te ontwikkelen voor Apple-computers, maar hen tegelijkertijd beconcurreerde door dat zelf ook te doen. Apple hoopte deze belangenverstrengeling te voorkomen door Claris op te richten.
Apple besloot om de programma's te laten "verdorren", zodat externe ontwikkelaars de tijd zouden hebben om geschikte vervangers te schrijven. Helaas leken de ontwikkelaars zich niet aan hun kant van de afspraak te houden en duurde het enige tijd voordat werkelijke vervangingen zoals WriteNow verschenen. In de tussentijd klaagden gebruikers over het gebrek aan upgrades, terwijl softwareontwikkelaars van derden bleven klagen over de mogelijkheid van upgrades.
Uiteindelijk besloot Apple dat het laten maken van de producten door een extern bedrijf van haar eigen schepping de enige oplossing was, wat leidde tot de oprichting van Claris in 1987. Claris kreeg ook de rechten op een aantal minder bekende Apple-producten zoals MacProject, MacDraw, en het populaire Apple II-product AppleWorks. Het tweede hoofdkantoor (bijgenaamd "The Wedge") van Claris stond in Santa Clara, ongeveer 10 kilometer van de Apple-campus.
In eerste instantie bracht Claris alleen kleine upgrades uit, beperkt tot het draaiende houden van de producten op nieuwere versies van het Macintosh-besturingssysteem. In 1988 kocht Claris FileMaker over van Neshoba Systems en bracht snel een hernoemde versie uit, genaamd FileMaker II. In de tussentijd begon groot onderhoud aan de hele productlijn, waaronder FileMaker. Elk van deze producten zou uiteindelijk worden uitgebracht als onderdeel van de Pro-serie.
In 1990 besloot Apple dat Claris een volledige dochteronderneming moest blijven, in tegenstelling tot het volledig worden afgesplitst in een beursintroductie. De directeur verliet het bedrijf al snel en in de komende jaren volgden ook de rest van de leidinggevenden.
In hetzelfde jaar kocht Claris ook een geïntegreerde applicatie geschreven door twee voormalige Claris-medewerkers. Na een rebranding in een stijl vergelijkbaar met FileMaker, werden MacDraw en MacWrite in 1991 uitgebracht als ClarisWorks en werd het een groot succes voor het bedrijf. Na een lange reeks van ups en downs werd dit product in 1998 uiteindelijk weer overgenomen door Apple en omgedoopt tot AppleWorks (voor Macintosh).

## Pro-serie
In de late jaren 1980 begon Claris aan een grootschalige upgrade, waarbij alle producten werden herschreven naar een meer moderne en gemeenschappelijke gebruikersinterface. Het resultaat was de "Pro"-serie: MacDraw Pro, MacWrite Pro en FileMaker Pro. Met het oog op een volledig kantoorpakket aan te bieden, kochten zij de rechten op de Informix Wingz-spreadsheetprogramma voor de Mac en doopten het om tot Claris Resolve en voegden de nieuwe presentatiesoftware Claris Impact toe.
De serie werd stukje bij beetje vrijgegeven over een periode van ongeveer twee jaar, gedurende welke periode Microsoft in staat was om de markt te domineren met Microsoft Word en Microsoft Excel. Hoewel de Claris-pakketten aantoonbaar "toegankelijker" waren dan de Microsoft-applicaties, miste de Claris-software een aantal functies die de nu volwassen Microsoft-suite wel had.
Hun waarde werd verder aangetast door agressieve bundel-aanbiedingen van Microsoft, waardoor Word, Excel en PowerPoint werden gekocht voor een prijs die niet veel hoger was dan alleen MacWrite—een bundel die Claris niet kon evenaren. Claris bood wel ClarisWorks aan, een alles-in-één pakket; en, hoewel de prijs goed was, was ClarisWorks zeer beperkt en kon het niet concurreren in de zakelijke markt. Microsoft bracht ook een Works-pakket uit.
Microsoft's dominantie van de Macintosh-kantoorsoftwarepakketmarkt zou vijf jaar later worden herhaald wanneer (na de release van Windows 95), Microsoft Office zijn twee belangrijkste rivalen in Windows-software verpletterde: de WordPerfect/Quattro Pro-suite en de Lotus SmartSuite.

## Andere programma's
In de late jaren 1980 moest HyperCard ook worden bijgewerkt, maar de Apple-directie zag geen toegevoegde waarde in het product en liet het links liggen. Klachten werden uiteindelijk luid genoeg dat ze besloten dat er iets moest gebeuren. Na het bestuderen van het probleem besloten ze dat alle software via Claris moest worden uitgebracht en stuurden HyperCard en Mac OS naar hen. Veel ontwikkelaars weigerden om naar Claris te gaan, wat leidde tot een ernstige splitsing in de ontwikkeling, wat ervoor zorgde dat de toekomstige versies van beide producten vertraagd werden. Mac OS werd al snel terug naar Apple gehaald; HyperCard werd enige tijd genegeerd voordat het ook kort terugkeerde als onderdeel van de QuickTime-groep.
In 1988 publiceerde Claris Claris CAD, een 2D-CAD-pakket, en Claris Graphics Translator, een pakket met vertalingen voor Claris CAD.
In het begin van 1989 publiceerde Claris SmartForm Designer, software om formulieren te ontwerpen, en een metgezel product, SmartForm Assistant, software om formulieren gemaakt door SmartForm Designer in te vullen.
In 1994 publiceerde Claris Amazing Animation, software gericht op kinderen en jonge tieners, zodat ze hun eigen korte animatiefilms kunnen produceren.
In 1995 kocht en bracht Claris Claris Home Page uit, wat genoot van de populariteit als een van de weinige echte GUI-gebaseerde WYSIWYG HTML-editors van die tijd.
Andere producten die werden toegevoegd aan de lijn waren Claris Emailer, Claris OfficeMail en Claris Organizer. Deze producten maakten deel uit van een nieuwe inspanning om Claris te spreiden en niet langer te jagen op de "office"-markt, die, op dat moment, als een verloren zaak werd beschouwd.

## Overgang naar FileMaker Inc.
Tegen het midden van de jaren 1990 bleek voor de meeste waarnemers dat Apple in ernstig gevaar was en zou kunnen verdwijnen. De belangrijkste ontwikkelaars van ClarisWorks verlieten Claris, teleurgesteld met het product en de markt, en richtten Gobe Software op, dat een Claris-achtig kantoorsoftwarepakket voor BeOS op de markt bracht.
Geconfronteerd met dalende verkoop, besloot de Claris-directie dat FileMaker het enige product was dat de moeite waard was om te houden en zette alle andere producten voor onbepaalde tijd stop. In 1998 was de overgang voltooid en doopte het bedrijf zich om tot FileMaker Inc. Het enige andere product van Claris, ClarisWorks, werd teruggenomen door Apple om AppleWorks te worden. Het bedrijf hield FileMaker en Claris HomePage 3.0. De laatste werd stopgezet in 2001 en liet FileMaker achter als het enige aanbod tot 8 januari 2008, toen het bedrijf Bento uitbracht, een op sjabloon-gebaseerd databaseprogramma dat gegevens uit andere programma's gebruikte. Bento werd opgeheven op 30 september 2013.

## Opnieuw Claris
Tijdens de conferentie DevCon 2019 maakte FileMaker Inc. bekend dat het bedrijf opnieuw de naam Claris zou gaan voeren. In 2020 werd de naam daadwerkelijk aangepast in Claris International Inc. De FileMaker-software heet vanaf dat moment Claris FileMaker.